# ジョン・レノン・コレクション
『ジョン・レノン・コレクション』(The John Lennon Collection) は、1982年に発表されたジョン・レノンの2枚目のベスト・アルバム（LPレコード）。1989年にCD化され、現在は廃盤となっているが、フランス・日本等で度々再発売されている。

## 解説
ジャケット写真は、暗殺された日すなわち1980年12月8日の朝に写真家のアニー・リーボヴィッツが撮影した写真が使われており、ジョン・レノン最後の公式写真である。

英国盤LPには、歌詞とベッドでギター（フェンダー・ストラトキャスター）を弾く写真のインナー・スリーヴが付属した。（米国盤は歌詞のみで、CD化で写真がブックレットに掲載された）。ギターを弾く写真は、日本では販促用ポスターとしても使用された。
当初1981年中に発売予定だったが、70年代までの楽曲を所有するEMIレコーズとアルバム『ダブル・ファンタジー』を持つゲフィン・レコードとの間で販売網に関して話が纏まらなかったといわれる。最終的に北米をゲフィン、それ以外をEMIが販売することとなった。『ダブル・ファンタジー』は1988年にヨーコ・オノのライセンスの下、EMI系のキャピトルから発売となり、このベスト･アルバムもEMI系列からの販売となった。
英国・日本盤と米国盤では収録曲数が異なる。CDでは世界共通となった。

## 収録曲

### LP
Side 1
1. 平和を我等に - Give Peace A Chance　* アルバム初収録
2. インスタント・カーマ - Instant Karma!
3. パワー・トゥ・ザ・ピープル - Power To The People　* アルバム『シェイヴド･フィッシュ』収録のショート･バージョン
4. 真夜中を突っ走れ - Whetever Gets you Thru The Night
5. 夢の夢 - #9 Dream
6. マインド・ゲームス - Mind Games
7. ラヴ - Love　* 同時発売のシングル盤ではリミックスされていたが、アルバムには通常のバージョンを収録
8. ハッピー・クリスマス（戦争は終った） - Happy Xmas (War Is Over)　* 米国盤未収録

Side 2
1. イマジン - Imagine
2. ジェラス・ガイ - Jealous Guy
3. スタンド・バイ・ミー - Stand By Me　* 米国盤未収録
4. スターティング・オーヴァー - (Just Like) Starting Over
5. ウーマン - Woman
6. アイム・ルージング・ユー - I'm Losing You
7. ビューティフル・ボーイ - Beautiful Boy (Darling Boy)
8. ウォッチング・ザ・ホイールズ - Watching The Wheels
9. 愛するヨーコ - Dear Yoko

### CD
1. 平和を我等に - Give Peace A Chance
2. インスタント・カーマ - Instant Karma!
3. パワー・トゥ・ザ・ピープル - Power To The People　* オリジナル・シングル・バージョン
4. 真夜中を突っ走れ - Whetever Gets you Thru The Night
5. 夢の夢 - #9 Dream　* 英国・日本盤のファーストプレスのみショート･バージョン(2'46")。セカンドプレスからはオリジナル・バージョン(4'46")
6. マインド・ゲームス - Mind Games
7. ラヴ - Love
8. ハッピー・クリスマス（戦争は終った） - Happy Xmas (War Is Over)
9. イマジン - Imagine
10. ジェラス・ガイ - Jealous Guy
11. スタンド・バイ・ミー - Stand By Me　* シングル・ミックス・バージョン
12. スターティング・オーヴァー - (Just Like) Starting Over
13. ウーマン - Woman
14. アイム・ルージング・ユー - I'm Losing You
15. ビューティフル・ボーイ - Beautiful Boy (Darling Boy)
16. ウォッチング・ザ・ホイールズ - Watching The Wheels
17. 愛するヨーコ - Dear Yoko
18. ようこそレノン夫人 - Move Over Ms. L　* アルバム初収録
19. コールド・ターキー - Cold Turkey